# Neochevalierodendron stephanii
Genre
Espèce
Classification phylogénétique
Neochevalierodendron stephanii est une espèce de plantes dicotylédones de la famille des Fabaceae, sous-famille des Caesalpinioideae, originaire d'Afrique équatoriale. C'est l'unique espèce acceptée du genre Neochevalierodendron (genre monotypique).

## Synonymes
Selon The Plant List (28 novembre 2018) :
- Hymenostegia stephanii (A.Chev.) Baker f.
- Macrolobium stephanii A. Chev.